# Ferndorfquelle
Koordinaten: 51° 0′ 7,6″ N, 8° 9′ 32,3″ O

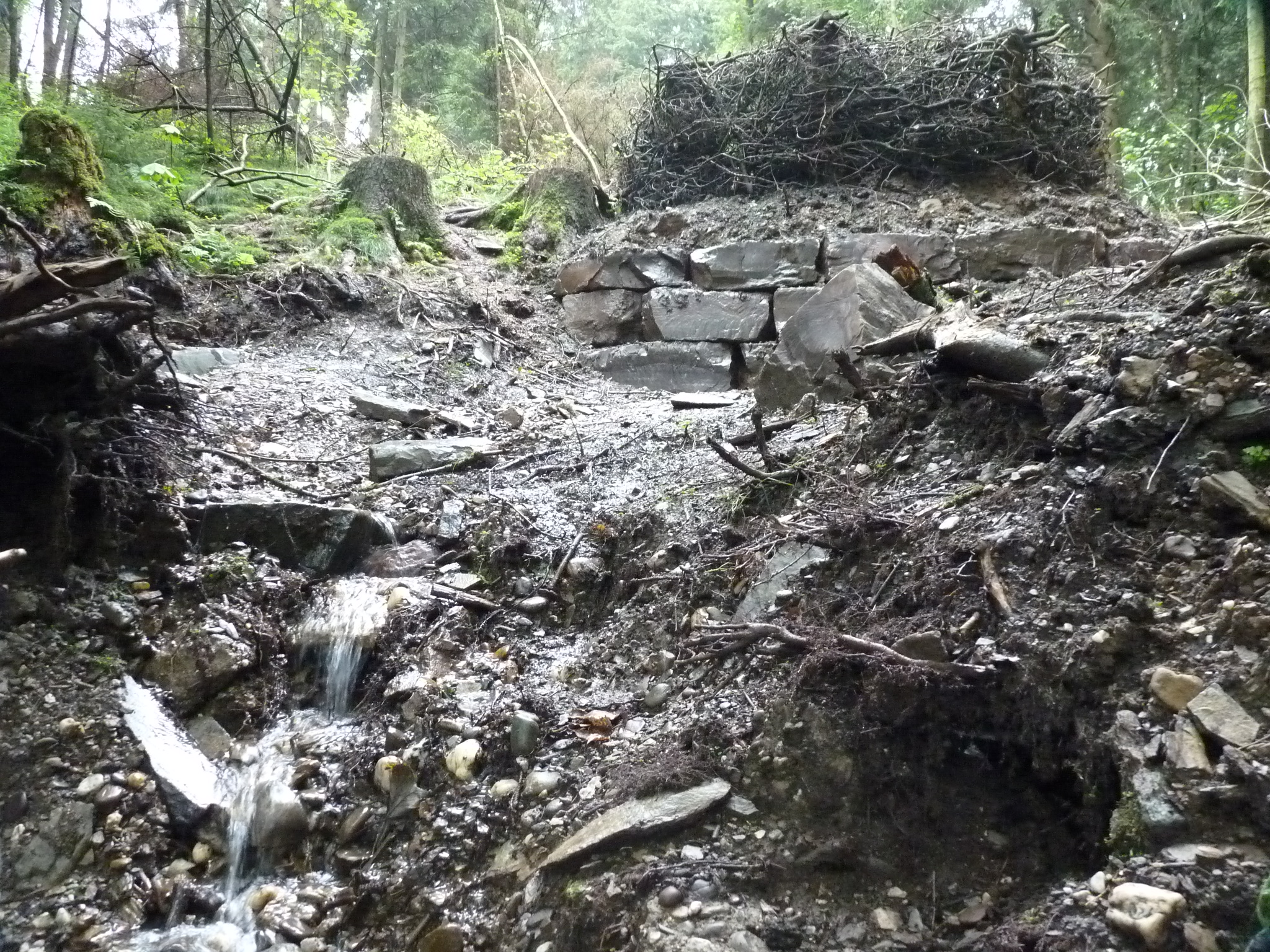
Ferndorfquelle im Jahre 2014 kurz nach der Renaturierung; im Hintergrund ist das Quellnest zu sehen, direkt unterhalb davon liegt die Hauptquelle (Zustand 2014–2018)

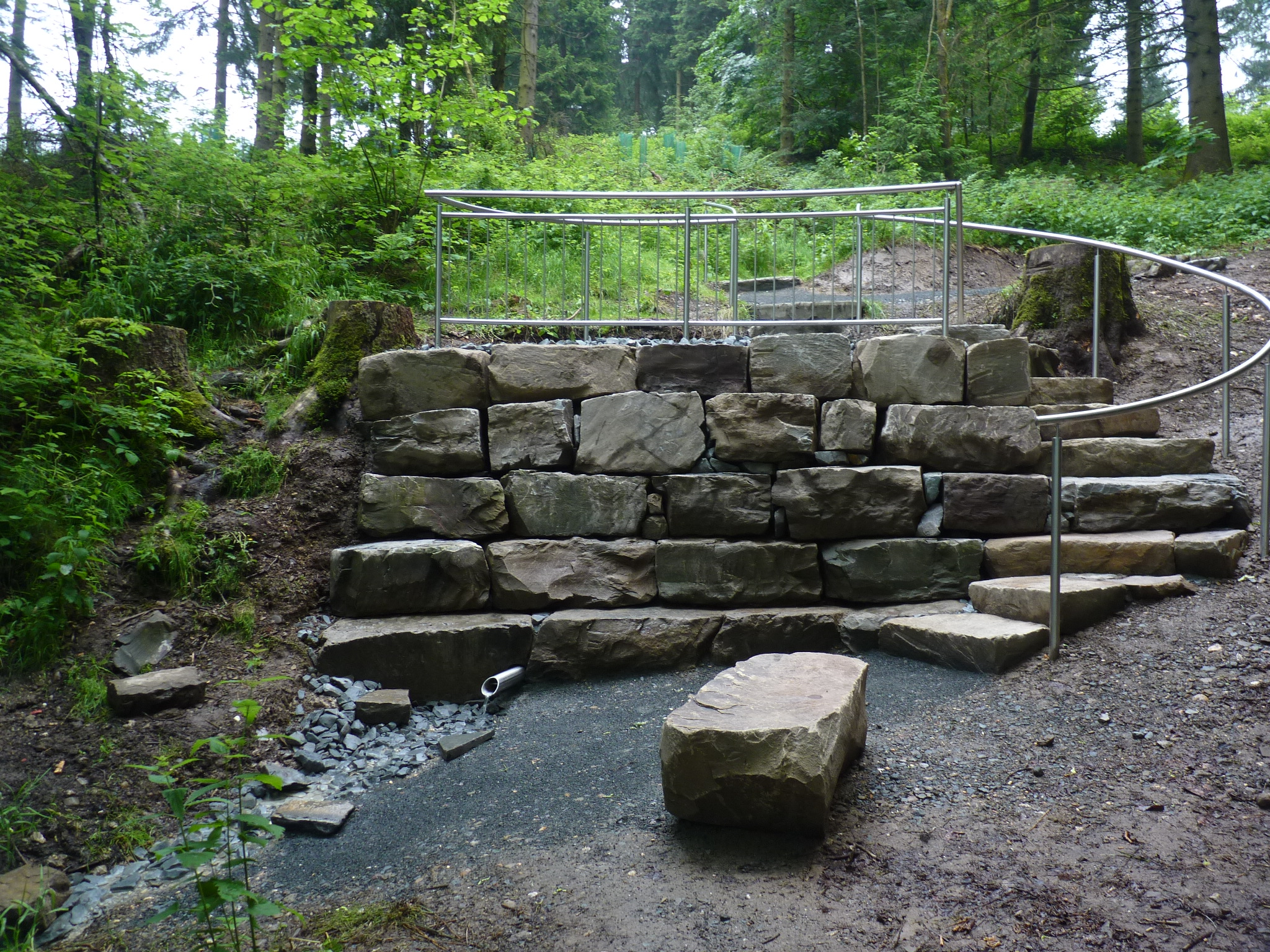
Die Ferndorfquelle im Jahr 2018 – nach erneuter Umgestaltung

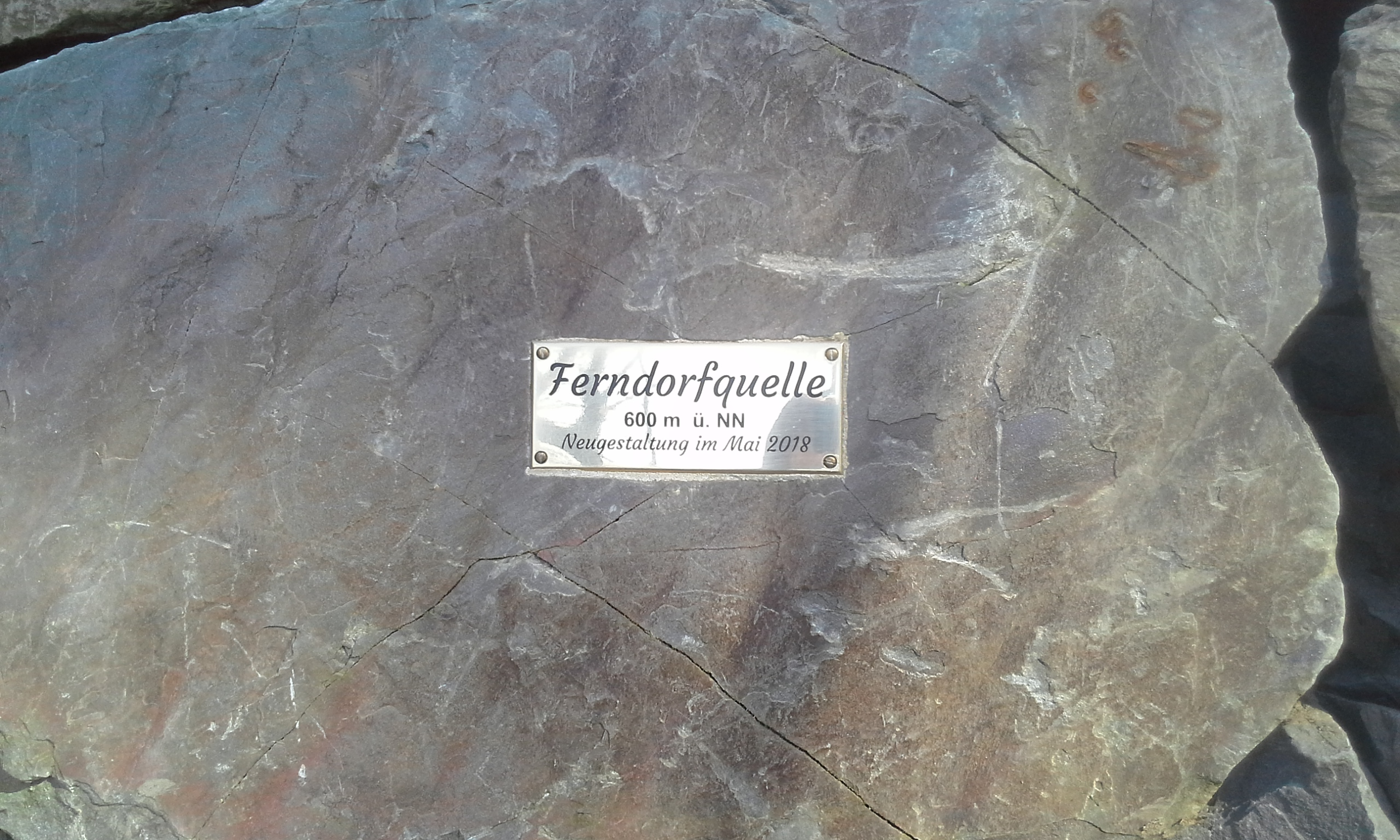
Plakette an der Ferndorfquelle (seit 2018)

Die Ferndorfquelle bei Oberndorf im nordrhein-westfälischen Kreis Siegen-Wittgenstein ist die im Rothaargebirge gelegene Quelle des 24,3 km langen Sieg-Nebenflusses Ferndorf.

## Geographie

### Lage
Die Ferndorfquelle liegt in Westfalen im (historischen) Siegerland im Südteil des Rothaargebirges. Sie befindet sich im Naturpark Sauerland-Rothaargebirge 0,85 km südöstlich von Oberndorf, 1,6 km östlich von Helberhausen und 2,4 km (jeweils Luftlinie) nordöstlich von Vormwald auf einer Höhe von etwa 602 m ü. NHN auf dem Nordhang der 649,9 m hohen Erhebung Buchenhain; nordöstlich benachbart liegt der Wollberg (649 m). Nahe der Quelle befindet sich das Kulturdenkmal Helberhauser Schlag (ca. 610 m) und etwas östlich davon der Grillplatz Ferndorfquelle (ca. 621 m).
Die Ferndorfquelle liegt im Landschaftsschutzgebiet Rothaargebirge (CDDA-Nr. 555555273; 1984 ausgewiesen; 299,0128 km² groß).

### Naturräumliche Zuordnung
Die Ferndorfquelle gehört in der naturräumlichen Haupteinheitengruppe Süderbergland (Nr. 33), in der Haupteinheit Rothaargebirge (mit Hochsauerland) (333) und in der Untereinheit Westrothaarhöhen (333.4) zum Naturraum Westliche (Rüsper) Rothaar (333.41).

## Geschichte und Beschreibung

### Gefasste Quelle
Bis zum Frühjahr 2014 war die Ferndorfquelle mit einer Mauer aus Flusskieseln und einer davor liegenden Plattform aus Stein eingefasst. Sie ist eine Störungsquelle.

### Renaturierte Quelle
Ursprünglich sollte die Ferndorfquelle bis ungefähr zur Osterzeit 2014 renaturiert werden; mit den Arbeiten wurde aber erst am 7. Mai 2014 begonnen. Die Mauer, mit der die Quelle eingefasst war, wurde abgerissen, ebenso die Steinplatten, die Sitzgelegenheit und die Treppe. Das Gelände wurde ummodeliert, so dass die Ferndorf aus den vorhandenen Sickerquellen wieder in freiem Lauf den Hang hinabfließen kann. Somit bietet die Quelle seit der Renaturierung im Vergleich zur einst gefassten Version ein ganz anderes Bild.
Direkt unterhalb vom sogenannten Quellnest, einem überdimensionierten Nest aus Ästen, befindet sich im Wald die Ferndorfquelle, die keine Einzelquelle ist, sondern in einem kleinen Quellgebiet liegt. Austritte finden sich unter anderem direkt unterhalb des Quellnests und wenige Meter rechts von diesem, unterhalb von einem Baumstumpf und ein paar Meter links vom Quellnest. Schon wenige Meter nach Verlassen der Quelle fließt die junge Ferndorf steil abwärts nach Oberndorf.
Da sich das Nest im Sommer 2017 in einem desolaten Zustand befand, wurde nach einer neuen Lösung gesucht, die die Quelle erlebbarer (und stabiler) gestalten sollte. Pünktlich zum Dorfjubiläum von Helberhausen
wurden die Arbeiten an der Quelle im Frühjahr 2018 fertiggestellt. Die Ferndorf entspringt nun unterhalb einer Bruchsteinmauer und der Quellaustritt ist über eine Steintreppe zugänglich.

## Verkehr und Wandern
Etwa 240 m nordwestlich der Ferndorfquelle verläuft die Landesstraße 713 (Ferndorfstraße; Oberndorf–Heinsberg), die die Ferndorf auf 512,6 m Höhe überbrückt. Etwa 750 Straßenmeter nordöstlich davon liegt neben einer 597,8 m hohen Waldwegstelle der Wandererparkplatz Oberndorfer Höhe, von wo aus auf dem Waldweg Landhecke/Hochwaldstraße etwa 750 m zur Quelle zurückzulegen sind. Wenige Meter oberhalb dieses Waldweges, von dem ein Holzschnitzelpfad einige Meter bergabwärts zum sogenannten Quellnest führt, verläuft der Rothaarsteig.
Oberhalb der renaturierten Quelle wurde ein Aussichtsnest, eine kleine Plattform zur Sicht auf das Quellgebiet, angelegt. Das Informationsschild, welches auf der alten Plattform, nahe der Quelle stand, wurde nun am asphaltierten Verbindungsweg zwischen Oberndorfer Höhe und Burgseifen neu platziert. Ähnlich wie an der nahen Siegquelle soll auch hier die Quellschnecke (Bythinella), das Maskottchen des Projektes QuellenReich im Rothaargebirge auf kindgerecht gestalteten Schildern Infos über die Ferndorfquelle erläutern.